# Chamyna lamponia
Chamyna lamponia là một loài bướm đêm trong họ Erebidae.